# Инкудине
Инкудине (итал. Incudine) је насеље у Италији у округу Бреша, региону Ломбардија.
Према процени из 2011. у насељу је живело 399 становника. Насеље се налази на надморској висини од 933 м.

## Становништво
| 1951. | 1961. | 1971. | 1981. | 1991. | 2001. | 2011. |
| ----- | ----- | ----- | ----- | ----- | ----- | ----- |
| 770   | 707   | 534   | 487   | 478   | 451   | 403   |